# جاستین راس
جاستین راس (انگلیسی: Justin Rose؛ زادهٔ ۳۰ ژوئیهٔ ۱۹۸۰) یک گلف‌باز اهل بریتانیا است.
از افتخارات وی میتوان به کسب مدال طلا گلف مردان در بازی‌های المپیک تابستانی ۲۰۱۶ اشاره کرد.